# Ibai Gómez Pérez
Ibai Gómez Pérez (Bilbao, Biscaia, 11 de novembre de 1989) és un exfutbolista i entrenador basc. Actualment és l'entrenador del Futbol Club Andorra.

## Trajectòria esportiva
El seu club actual és l'Athletic Club de Bilbao de la Lliga BBVA. Després de debutar a Segona Divisió B la temporada 2009-2010 l'any següent fitxa per l'Athletic Club de Bilbao B. Aquest mateix any va debutar amb la primera plantilla de l'Athletic Club de Bilbao lesionant-se greument el seu genoll i essent canviat d'urgència quan únicament havien passat 2 minuts i 38 segons de joc.
Va iniciar la temporada 2011-12 al filial de l'Athletic Club de Bilbao per acabar essent un fix en el primer equip. Va resultar decisiu als quarts de final i semifinal de l'Europa League, essent l'autor d'un dels gols i el jugador que va realitzar l'assistència pel gol que va suposar la passada a la segona final europea que l'equip ha jugat fins al moment al llarg de la seva història.
El 29 de maig de 2012 es va ampliar el contracte del jugador fins al 30 de juny de 2014 amb una clàusula de 30 milions d'euros. Fou promocionat definitivament al primer equip per la temporada 2012–13, i se li assignà el dorsal 11. El 17 de novembre de 2012 va marcar el seu primer gol de la temporada, tot i que en una derrota per 1–5 contra el Reial Madrid.
La temporada 2013–14, Gómez va marcar vuit gols en 18 partits, ajudant els Lleons a acabr quarts i a classificar-se per la Lliga de Campions de la UEFA 2014–15. Va patir diversos problemes físics durant la temporada, i es va perdre la majoria de la lliga 2015–16 a causa d'una tendinitis al genoll dret.

### Alavés
El 31 de juliol de 2016, Gómez va acabar contracte amb l'Athletic i en va signar un altre per tres anys amb el Deportivo Alavés de primera divisió, només hores després. El 10 de setembre va marcar el seu primer gol pel seu nou club, acabat d'ascendir, el segon d'una victòria històrica per 2–1 contra el FC Barcelona al Camp Nou. També fou titular a la final de la Copa del Rei contra el mateix rival, que acabà en derrota per 3–1.
Gómez va marcar el seu primer hat-trick com a professional el 4 de desembre de 2017, per derrotar a fora per 3–2 el Girona FC després d'haver estat perdent per 2–0 a 20 minuts del final.

### Retorn a l'Athletic
El 10 de gener de 2019, Gómez va retornar a l'Athletic Club amb contracte fins al juny de 2022. Va debutar amb el club per segon cop tres dies després, sortint des de la banqueta en una victòria per 2–0 a casa a la lliga contra el Sevilla FC.

### Foolad FC
El 10 de març de 2022, Goméz va fitxar pel Foolad de la Lliga iraniana de futbol.

## Palmarès
- 1 Supercopa d'Espanya: 2015 (Athletic Club)[19]